# Кућа фудбала
Кућа фудбала је модеран спортски комплекс Фудбалског савеза Србије у Старој Пазови. Комплекс је отворен 14. маја 2011. Спортски комплекс у Старој Пазови изграђен је уз подршку Министарства омладине и спорта Републике Србије, Светске фудбалске федерације (ФИФА) и Европске фудбалске федерације (УЕФА). Допринос реализацији овог великог пројекта Фудбалског савеза Србије дала је и локална самоуправа општине Стара Пазова.
Укупна цена објекта износила је 15 милиона евра. Комплекс је укупне површине од 11,5 хектара, што укључује и 10.000 m² затвореног простора, и 60.000 m² отворених терена. Поред фудбалских терена, комплекс има атлетску стазу, хотел, ресторан и теретану
Отварању комплекса присуствовали су председник ФИФА Сеп Блатер, председник УЕФА Мишел Платини, председник ФСС Томислав Караџић, председници фудбалских савеза Црне Горе и Хрватске Дејан Савићевић и Влатко Марковић.